# Francesco Moneti (letterato)
Francesco Moneti (Cortona, 1635 – Assisi, 4 settembre 1712) è stato un francescano, astronomo e letterato italiano.

## Biografia
Entrato nel 1651 nei frati minori conventuali della sua città, si interessò di astronomia e di astrologia oltre che di letteratura. E nelle sue opere si segnalò per uno stile satirico e franco, che gli costò diverse tribolazioni. Ad esempio, uno scritto a lui attribuito in occasione della morte del papa Clemente IX (9 dicembre 1669) gli valse alcuni mesi di carcere, da cui uscì nel 1671. Inoltre, in seguito, la sua composizione la Cortona convertita (1677), rivolta contro i gesuiti, gli valse la contrarietà di questi ultimi e lo costrinse a comporre, nel 1709 la Cortona nuovamente convertita, a mo' di ritrattazione.
Unendo la propria passione par l'astronomia a quella per le lettere, pubblicò annualmente, a partire dal 1684 e fino alla sua morte (1712), un almanacco (Apocatastasi celeste) contenente, oltre alle osservazioni astronomiche ed a predizioni astrologiche, anche numerose composizioni piacevoli, che spesso mostrano quanto in realtà egli considerasse con divertito distacco le proprie stesse "predizioni". L'opera ha continuato ad apparire con il suo nome anche dopo la sua morte (almeno fino al 1725), ma si trattava solo di almanacchi ispirati ad essa, e contenenti vari scritti del Moneti  (si conosce, ad esempio, un altro testo ispirato a questo almanacco, dal titolo eloquente Gl'influssi delle stelle cavati dalli scritti del famoso astrologo Moneti. Sopra l'anno bisestile 1720).
Con i suoi scritti si guadagnò inimicizie ma si procurò anche i favori di quanti ne apprezzavano lo spirito pronto ancorché caustico. Tra questi ultimi vi erano il cardinale Francesco Maria de' Medici, fratello del granduca Cosimo III, ed il figlio di quest'ultimo, Ferdinando.
Nonostante la lepidezza dei suoi scritti, egli fu ricordato come un buon religioso, che onorò i doveri del suo stato. Tra l'altro, si tramanda come, pur avendo compiuto numerosi viaggi, non solo in Toscana ma anche in Umbria, Marche, Lombardia e Veneto, fosse solito viaggiare sempre a piedi ("il cavallo di san Francesco"), senza mai montare a cavallo o salire su di una carrozza. Secondo alcuni, questa sua consuetudine non sarebbe discesa tanto dal desiderio di attenersi alla semplicità francescana, quanto da una predizione che gli avrebbe fatto presentire che la sua morte sarebbe avvenuta in seguito ad una caduta. Che si trattasse di una vera predizione o di una voce propagata dopo la sua morte, è un dato di fatto che egli morì cadendo da una scala nel cortile del suo convento.
Se ai suoi tempi fu celebre soprattutto per le sue opere satiriche e burlesche, oggi il suo nome è legato soprattutto al conio di una parola sesquipedale, da molti considerata la più lunga della lingua italiana, vale a dire precipitevolissimevolmente, oltretutto utilizzata in un'opera pubblicata postuma, la Cortona convertita (la I edizione sembra essere quella di Parigi 1759):
(Francesco Moneti, Cortona Convertita, canto III, LXV-LXVI)